# 고토다이코엔역
고토다이코엔역(일본어: 勾当台公園駅)은 일본 미야기현 센다이시 아오바구 혼초 3초메에 있는 센다이 시 지하철 난보쿠 선의 역이다. 역 번호는 N 08이다. 부역명은 "현청 시청 앞", "미쓰이노리 하우스 센다이점 앞"이다.

## 역사
- 1987년 7월 15일: 영업 개시.
- 2009년 12월 20일: 스크린도어 사용 개시.
- 2014년 12월 6일: 이쿠스카 도입[1].
- 2015년
  - 2월 27일: 고토다이코엔 역의 역 구내 매점이 폐점함.
  - 7월 29일: 훼미리마트 고토다이코엔 역점 오픈[2][3].
  - 12월 6일: 새로운 부역명 사용 개시.

## 역 구조
섬식 승강장 1면 2선의 지하역으로 지하 2층이 대합실, 지하 3층이 승강장이다. 역은 히가시니반초도리 도로 하부, 조젠지도리와 교차하는 위치에 있고 출입구는 기타 1・2, 코엔 1・2, 미나미 1 ~ 4의 총 8개소 있다. 그 중에서 미나미1 출입구는 141빌딩(미쓰코시 조젠지도리관)과의 연결 통로가 있다.
지하철 고토다이 관구역으로, 이즈미추오 역 ~ 당역을 관할한다.

### 타는 곳
| 1 | ■ 난보쿠 선 |  | 센다이・도미자와 방면 |  |
| 2 | ■ 난보쿠 선 |  | 이즈미추오 방면       |  |

## 이용 상황
- 2015년도
  - 1일 평균 승차 인원: 15,138명[4]

| 연도 | 1일 평균 승차 인원 |
| ---- | ------------------ |
| 2002 | 15,518             |
| 2003 | 14,908             |
| 2004 | 14,835             |
| 2005 | 14,774             |
| 2006 | 14,606             |
| 2007 | 14,271             |
| 2008 | 13,771             |
| 2009 | 13,212             |
| 2010 | 13,000             |
| 2011 | 12,722             |
| 2012 | 13,724             |
| 2013 | 14,226             |
| 2014 | 14,380             |
| 2015 | 15,138             |

## 역 주변
역 북쪽은 에도 시대, 센다이번의 번교인 "명륜 양현당"이 입지하였고 메이지 시대의 폐번치현 이후 양현당 건물은 현청 전용이 되었다. 이후, 점차 행정 기관과 그 관련 단체나 행정 관련 기업이 집중하는 지구가 되었다. 현재는 공공 사업 관련 기업의 집적되어 있다.
조젠지도리의 남쪽에는 번화가인 이치반초가 있고 센다이 미쓰코시 본관과 조젠지도리관에 각각 역 출입구가 있다. 도보권에는 환락가의 고쿠분마치, 도쿄 일렉트론 홀 미야기, 센다이 미디어 테크(센다이 시민 도서관)이 있다.
조젠지도리와 히가시니반초도리 교차로에서 남쪽으로 국도 제48호선와 국도 제286호선, 동쪽에 국도 제45호선, 북쪽으로 미야기 현도 22호 센다이 이즈미 선이 지난다.
- 미야기 현청
  - 미야기 현청 내 우체국
  - 나나주나나 은행 현청 지점
- 센다이 시청
  - 나나주나나 은행 센다이 시청 지점
- 센다이 시 아오바 구청
- 센다이 제일 합동 청사
  - 센다이 합동 청사 내 우체국
- 센다이 제2합동 청사
  - 도호쿠 종합 통신국
- 센다이 제3 법무 합동 청사
  - 센다이 법무국
- 도코모 도호쿠 빌딩
- JA빌딩 미야기

## 인접역
| 센다이 시 지하철 ■ 난보쿠 선    | 센다이 시 지하철 ■ 난보쿠 선 | 센다이 시 지하철 ■ 난보쿠 선  |
| ------------------------------- | ---------------------------- | ----------------------------- |
| N 07 기타요반초 이즈미추오 방면 |                              | 히로세도리 N 09 도미자와 방면 |